# Szilárd Mitra
Szilárd Mitra (sinh ngày 9 tháng 1 năm 1987) là một cầu thủ bóng đá người România thi đấu ở vị trí tiền vệ cho Miercurea Ciuc.